# Carl Frederik Tietgen
 (juin 2024).
Si vous disposez d'ouvrages ou d'articles de référence ou si vous connaissez des sites web de qualité traitant du thème abordé ici, merci de compléter l'article en donnant les références utiles à sa vérifiabilité et en les liant à la section « Notes et références ».
Carl Frederik Tietgen (19 mars 1829, Odense – 19 octobre 1901, Copenhague), est un financier danois.

## Biographie
Après avoir terminé son apprentissage commercial, il travaille pendant cinq ans au Royaume-Uni et s'installe à Manchester. Il se rend également dans le nord de l'Allemagne, en Norvège et en Suède. Au Royaume-Uni, Tietgen acquiert une expérience dans la banque privée, un secteur encore à ses balbutiements au Danemark à cette époque.
De retour au Danemark, il fonde C.F. Tietgen & Co à Copenhague en 1855, mais cette carrière ne dure pas longtemps. En 1857, après s'être engagé comme curateur dans une faillite, faisant preuve d'un sens remarqué de l'économie et de la réflexion stratégique, il est invité à se joindre à la direction de la banque Privatbanken (da), qui devient la première banque d'investissement du Danemark et qu'il dirige de 1867 à 1896. Il introduit également le chèque au Danemark.
Cela lui a permis de mener à bien ses nombreux investissements et entreprenariats. Il fonde ainsi Great Northern Telegraph Company (en), De Danske Sukkerfabrikker, Burmeister & Wain, Thingvalla Line, De Danske Spritfabrikker, Tuborg, Det Forenede Dampskibs-Selskab, Kjøbenhavns Telefon Aktieselskab, etc.

## Sources
- (en) Cet article est partiellement ou en totalité issu de l’article de Wikipédia en anglais intitulé « Carl Frederik Tietgen » (voir la liste des auteurs).